# IPhone 6
O iPhone 6 é a oitava geração do iPhone desenvolvido pela Apple. Foi apresentado durante a Apple Live em 9 de setembro de 2014, juntamente com o iPhone 6 Plus e Apple Watch. Além de atualizar o hardware, o modelo apresentou um aumento do tamanho da tela de 4 para 4,7 polegadas em relação ao seu antecessor, iPhone 5s. O sistema operacional traz de fábrica, o iOS 8.O último iOS compatível com o iPhone 6 é o iOS 12.
A tela do iPhone 6 é 4,7 polegadas HD Retina com 1334 x 750 pixels de resolução, com 326 ppi. Nas especificações estão 6,8 mm de espessura, um processador A8 com 64 bits e um coprocessador M8. A câmera traseira é de 8 megapixels com flash duplo e a frontal tira fotos com 1,2 megapixels. O iPhone 6 está disponível nas cores: prateado, dourado e cinza espacial. O lançamento do aparelho no Brasil aconteceu em 14 de novembro de 2014.
O iPhone 6 Plus e iPhone 6 venderam mais de 4 milhões de unidades nas primeiras 24 horas de pré-encomendas.
Em 09 de setembro de 2015, a Apple descontinuou a cor dourada do iPhone 6, deixando essa cor exclusiva para iPhone 6s e iPhone 6s Plus.
O iPhone 6 foi descontinuado em 07 de setembro de 2016, dia da apresentação do iPhone 7, mas em 10 de março de 2017, a Apple voltou a fabricá-lo com capacidade de 32 GB para alguns países.